# Тарханкутский маяк
Тарханку́тский мая́к — маяк на одноимённом мысе на западном побережье Крыма.

## История
Маяк построен в 1816 году. В тот же год был построен маяк-близнец по тому же проекту — Херсонесский маяк. Он представляет собой 38-метровое сооружение, выложенное из белого инкерманского известняка. Его обслуживала команда из 11 матросов, смотрителя, обычно отставного морского офицера, несколько телеграфистов и служителей. Свет маяка исходил из масляной лампы, составленной из 15 фитилей и 15 рефлекторов. Горючим служило сурепное масло (добываемое из сурепицы).
В 1824 году лампу сделали подвижной, и она стала крутиться вокруг своей оси. В конце XIX века поставили лампу, работающую на керосине, и заменили линзу на более мощную. Для обслуживания судов во время тумана использовался наутофон, генерирующий звуки резкого высокого тона. До его установки использовался колокол.
С нижнего этажа в комнату с маяком ведёт винтовая чугунная лестница, состоящая из 142 ступенек и нескольких площадок. Во время землетрясения 12 сентября 1927 года маяк не пострадал, хотя башня маяка раскачивалась из стороны в сторону.
После аннексии Крыма Российской Федерацией 2014 года, маяк используется Вооружёнными силами России. На маяке расположена база 3-го радиотехнического полка в составе радиотехнических войск ВКС РФ, как часть радиотехнического узла на полуострове